# 護衛艦たちかぜ暴行恐喝事件
護衛艦たちかぜ暴行恐喝事件（ごえいかんたちかぜぼうこうきょうかつじけん）とは、2004年6月頃に海上自衛隊の護衛艦たちかぜ内で発生した、暴行恐喝事件。加害者・被害者ともに自衛官である。
主犯は第2分隊22班に属するS二等海曹とB海士。

## 概要
加害者は電測員のS、及びB海士、被害者は10代及び20代の後輩隊員（複数）に暴行恐喝行為を繰り返し行った。B海士もSの被害者ではあったが、主格のSに追従して同様の行為を行った。2004年10月27日、被害者のたちかぜの一等海士（当時21歳）が立会川駅で飛び込み自殺した。
自殺した隊員(21)は、遺書にSを名指しして絶対に許さない旨記していた。海上自衛隊横須賀地方総監部は調査委員会を設置して調査を行ったが、暴行と自殺の関連は不明とする調査報告をまとめた。この飛び込み自殺は後に遺族の刑事訴訟へと移る。

## 隊員(21)が受けた主ないじめと暴行恐喝行為
- 2003年10月、作業の手際が遅かったので体罰としてビンタ、首筋を叩き、さらに押し倒して腹部に蹴りを入れた。[2]
- 2004年1月、艦船の通信室に呼び出し、内側から鍵を掛けた上でS所有のCD-R70枚を15万円で無理やり購入させた。[2]
- 2004年5月、何の理由も無くエアガンを隊員へ撃ち込んだ。[2]
- 2004年6月には、髪をパンチパーマにするよう命じたがの隊員(21)が従わなかったのに逆上して、エアガンを多数撃ち込んだ。[5]
- 2004年の夏季にSが密かに持ち込んだエアガンを使って、船内のCICでサバイバルゲームを半ば強制的に参加させた。[2]

## 刑事訴訟
Sは暴行罪と恐喝罪で横浜地方裁判所横須賀支部に起訴され、起訴事実を認めた。初公判は2005年1月19日、加害者に対し横浜地裁横須賀支部は懲役2年6ヶ月執行猶予4年の有罪判決を下した。判決では、「艦内の暴行は日常的」「事件は氷山の一角」と指摘された。横須賀地方総監部はSを懲戒免職処分とした。

## 民事訴訟
2006年4月5日、自殺した隊員(21)の両親が、Sと国を相手取り、1億3,000万円余りの損害賠償を求める訴えを横浜地裁に起こした。2011年1月26日、横浜地裁はいじめと自殺の因果関係を認め、国と加害者に計440万円の賠償を命じた。もっとも、この判決はいじめと自殺の因果関係を認めたものの、Aや上官が自殺を予見することはできなかったとして、暴行恐喝によって被害者が受けた精神的苦痛への慰謝料請求のみ認めた。同年2月4日、遺族側は判決を不服として、東京高等裁判所に控訴した。2014年4月23日、控訴審は遺族の主張を認め賠償額も7350万円に大幅に増額、小野寺五典防衛相は25日の閣議後記者会見で「重く受け止める」と述べ、上告を断念する意向を示した。遺族側も上告せず、判決が確定した。

## 文献
- 三宅勝久『自衛隊員が死んでいく--“自殺事故”多発地帯からの報告』花伝社（2008）
- 三宅勝久『自衛隊員が泣いている--壊れゆく“兵士"の命と心』花伝社（2013）